# زسیگمندی (دهانه)
زسیگمندی یک دهانه برخوردی در ماه‌ است.

## دهانه‌های اقماری
این دهانه ۳ دهانه اقماری دارد.
| Zsigmondy | عرض جغرافیایی | طول جغرافیایی | قطر          |
| --------- | ------------- | ------------- | ------------ |
| A         | ۶۲.۸° N       | ۱۰۲.۶° W      | ۶۳.۰ کیلومتر |
| S         | ۵۹.۷° N       | ۱۰۶.۷° W      | ۶۴.۰ کیلومتر |
| Z         | ۶۲.۱° N       | ۱۰۴.۹° W      | ۲۳.۰ کیلومتر |